# إيرنيستو شميت
إيرنيستو شميت هو شخصية أعمال ألماني، ولد في أغسطس 1971 في سينسيناتي في الولايات المتحدة.